# Giacomo Lumbroso
Giacomo Lumbroso, auch Giacomo Barone Lumbroso, (* 9. Oktober 1844 in Le Bardo bei Tunis; † 2. April 1925 in Santa Margherita Ligure) war ein italienischer Althistoriker und Papyrologe. Er war einer der Begründer der modernen Papyrologie.

## Leben
Giacomo Lumbroso stammte aus einer italienisch-jüdischen, in Tunis ansässigen Familie. Sein Vater war Abramo Lumbroso (1813–1887), Hofarzt des Bey von Tunis, der 1866 von Vittorio Emanuele II. den Titel Baron erhielt. Er studierte in Paris, Turin und bei Theodor Mommsen in Berlin. 1882 wurde er Professor für Alte Geschichte an der Universität Palermo, dann an der Universität Pisa und 1887 Professor für Moderne Geschichte an der Universität Rom. 
Er befasste er sich sein Leben lang mit papyrologischen Studien und trat durch zahlreiche Veröffentlichungen hervor. Bis zu seinem Tod verfasste er Beiträge für verschiedene Zeitschriften der Altertumsforschung, darunter das Archiv für Papyrusforschung, das Bulletin de la Société Archéologique d’Alexandrie und Aegyptus.
1874 wurde er als korrespondierendes Mitglied in die Preußische Akademie der Wissenschaften aufgenommen. Der Accademia Nazionale dei Lincei in Rom gehörte er seit 1878 als korrespondierendes, ab 1891 als Vollmitglied an.
Sein Sohn war der Historiker Alberto Lumbroso (1872–1942).

## Schriften (Auswahl)
- Recherches sur l’économie politique de l’Égypte sous les Lagides. (französisch) Imprimerie Royale / (Italienisch) Bocca, beide Turin 1870.
- L'Egitto al tempo dei Greci e dei Romani. 1882; 2. erweiterte Auflage 1895.
- Piero Strozzi fiorentino e la Metafrasi greca dei Commentarii di Giulio Cesare: nota. (= Rendiconti della Reale Accademia dei Lincei, Classe di scienze morali, storiche e filologiche. Semester I, 1888, Jahrgang 285, Band 4, Serie 4, nessun fascicolo). Tipografia della Reale Accademia dei Lincei, Rom 1888, S. 167–173.
- La modella dell’artista egiziano. In: Archivio per lo studio delle tradizioni popolari. Band 16, 1897, S. 89–93.